# Jan Rudolf Böttichius
Jan Rudolf Böttichius (Gieten (?), 1731 - Annen, 22 december 1794) was een Nederlandse schulte.
Böttichius werd waarschijnlijk geboren in het Drentse Gieten als zoon van de predikant Hendrik Bottichius en Johanna Hemsing. Hij studeerde vanaf 1750 rechten aan de universiteit van Groningen en promoveerde aldaar in 1756. Hij trouwde op 26 december 1759 te Rolde   met Elisabeth Maria Hofstede, dochter van de predikant te Ruinen en later te Franeker Emmericus Hofstede en Henrica Abbring. Böttichius werd op in maart 1761 door Eigenerfden en Ridderschap van Drenthe benoemd tot schulte van Anloo, Gieten en Zuidlaren. Hij was onder meer participant in de Annerveensche Heerencompagnie en ouderling in de Magnuskerk van Anloo. Böttichius was bijna 35 jaar schulte van deze plaatsen en overleed in december 1794.

## Bottichiushuis
Böttichius woonde in Annen in een herenhuis aan de Spijkerboorsedijk, dat hij in 1762 had gekocht van de erven Dijck. Het huis dateerde uit de 17e eeuw en is meerdere malen verbouwd geweest. Bij het overlijden van Böttichius telde het zes beneden- en één bovenkamer, twee keukens, een extra grote kelder, schuren, een grote tuin en een sterrenbos. Het Bottichiushuis werd door zijn weduwe in 1797 verkocht. Het huis is in de loop der tijd geheel gesloopt.